# 安卡奇塔山
15°37′55″S 71°32′2″W / 15.63194°S 71.53389°W
安卡奇塔山（Ancachita），是秘魯的山峰，位於該國南部阿雷基帕大區的卡伊尤馬省，處於瓦蘭坎特山和赫略赫略山以北，屬於安第斯山脈的一部分，海拔高度約5,131米。